# Université Waseda
Vous lisez un « bon article » labellisé en 2012.
L'université Waseda  (早稲田大学, Waseda daigaku), couramment abrégé en Sōdai (早大), est une université japonaise privée située à Tokyo. Elle a été fondée en 1882 par l'homme d'État Ōkuma Shigenobu comme école spécialisée, et a accédé au statut d'université en 1920.
L'université compte trois campus principaux dans la partie nord de l'arrondissement de Shinjuku, et quatre autres campus en dehors. Elle forme en 2011 quelque 53 500 étudiants, dont 2 400 étrangers, et compte 5 900 personnes travaillant dans des activités liées à la recherche ou à l'enseignement. Elle est structurée en treize facultés pour le 1er cycle comme pour les cycles suivants, et en six écoles supérieures. Elle compte par ailleurs plusieurs infrastructures, dont un service de bibliothèques comptant plus de cinq millions de titres, ainsi que deux musées.
Parmi les anciens étudiants de l'université, on compte huit anciens Premiers ministres du Japon, plusieurs auteurs ayant remporté d'importants prix littéraires japonais, et des sportifs ayant remporté au total treize titres olympiques.

## Historique

### Contexte de création
Avec l’avènement de l'ère Meiji au Japon à partir de 1868, le pays met fin à sa période d'isolement volontaire. La formation des élites sur un modèle occidental se développe, et c'est dans ce mouvement que sont créés ou modernisés des établissements comme l'université impériale à Tokyo en 1877 par le gouvernement, ou comme le prédécesseur de l'université Keiō en 1858 par le pédagogue Yukichi Fukuzawa. Ce dernier est à l'époque proche de réformateurs comme l'homme d'État Ōkuma Shigenobu, et plusieurs de ses anciens élèves travaillent avec celui-ci.
Sur le plan politique, Itō Hirobumi qui dirige le ministère des Affaires intérieures depuis l'assassinat de son prédécesseur en 1878, s'oppose d'une manière grandissante à son ministre des Finances Ōkuma Shigenobu au sujet de la démocratisation du régime. À la faveur d'une crise politique liée à la vente de terrains publics à Hokkaidō, il accuse Ōkuma Shigenobu de fomenter un complot avec Yukichi Fukuzawa afin de s'emparer du pouvoir. Ōkuma est alors écarté du pouvoir, et en profite pour travailler sur des projets personnels, comme celui d'un établissement scolaire.

### Création et débuts

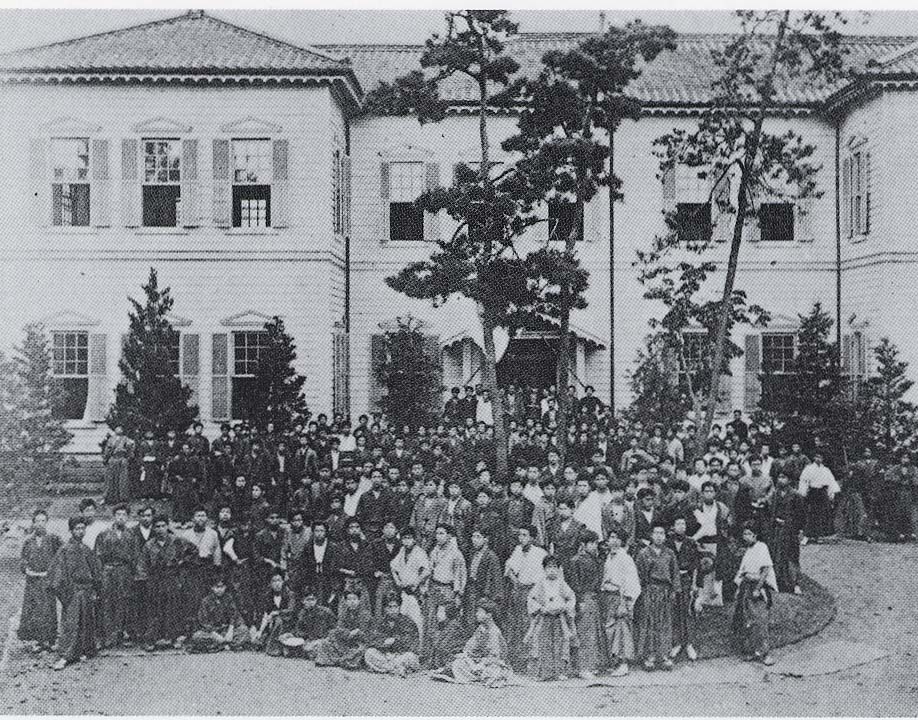
Les premiers élèves de l'école spécialisée de Tokyo.

L'école spécialisée de Tokyo (東京専門学校, Tōkyō senmon gakkō) est inaugurée le 21 octobre 1882. Fukuzawa assiste à la cérémonie ainsi que d'autres personnalités de l'époque, contrairement à Ōkuma qui ne se rend sur le campus que 15 ans plus tard en 1897, voulant éviter que l'établissement puisse être pris pour cible par ses opposants politiques. La gestion de l'établissement est confiée à un groupe de proches d'Ōkuma dans les premières années, sept anciens étudiants de l'université de Tokyo dirigés par Azusa Ono, et connus sous le nom de Société de la mouette ou Ōtōkai de manière à ne pas éveiller les soupçons des informateurs du gouvernement.
L'établissement enregistre lors de sa première année d'activité les  inscriptions de 80 étudiants, et compte quatre départements de sciences politiques, de droit, d'anglais, et de sciences physiques. Un département de lettres ouvre en 1890. L'école est surnommée dans ses premières années l'école de Waseda, du nom du village où est alors située la résidence d'Ōkuma, ou l'école de Totsuka, du nom du village où elle est située, une zone rurale alors en dehors de la zone urbanisée de Tokyo.

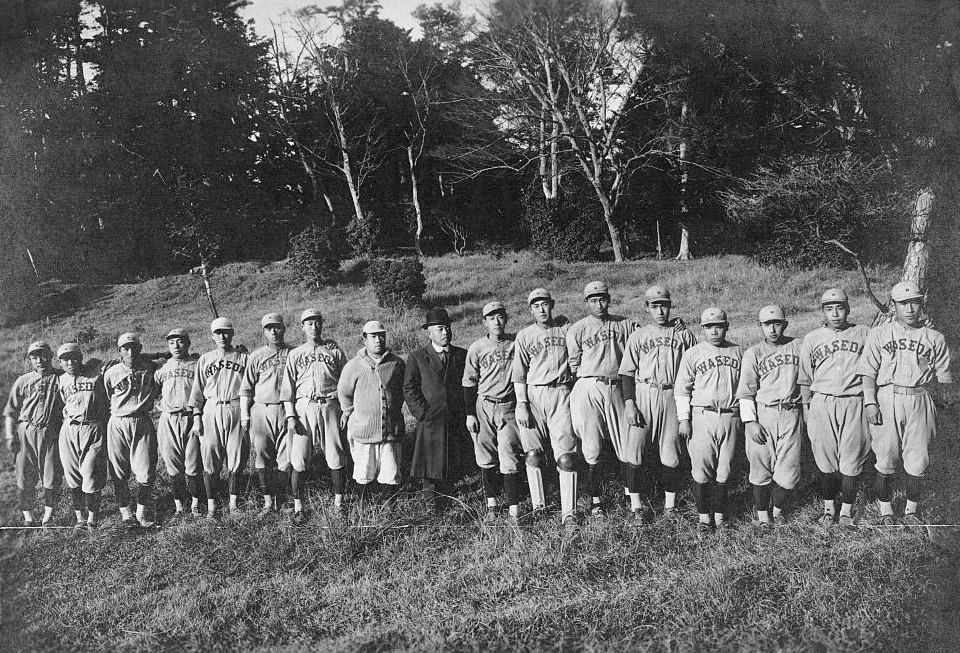
L'équipe de baseball de Waseda en 1911 à Hawaï.

Une loi régissant l'enseignement supérieur (専門学校令, Senmon gakkō rei) est promulguée en 1902 par le gouvernement et dans ce cadre l'établissement se réforme la même année en prenant le nom d'université Waseda et en restructurant ses départements d'enseignement. Le statut d'université est acquis en 1904.
Waseda joue à cette époque avec Keiō un rôle moteur dans le développement du baseball au Japon, et avec lui dans l’essor des relations universitaires avec les États-Unis. Une équipe est active dès le début des années 1890, et en 1905 l'université l'envoie pour une tournée aux États-Unis afin de jouer une série de 26 rencontres contre des universités de la côte Ouest. À partir de cette date, des équipes de chaque pays font régulièrement des tournées dans l'autre pays, ou se retrouvent à mi-chemin à Hawaï. Des liens avec des établissements comme l'université Stanford ou l'université de Chicago datent de cette époque.

### Premiers développements

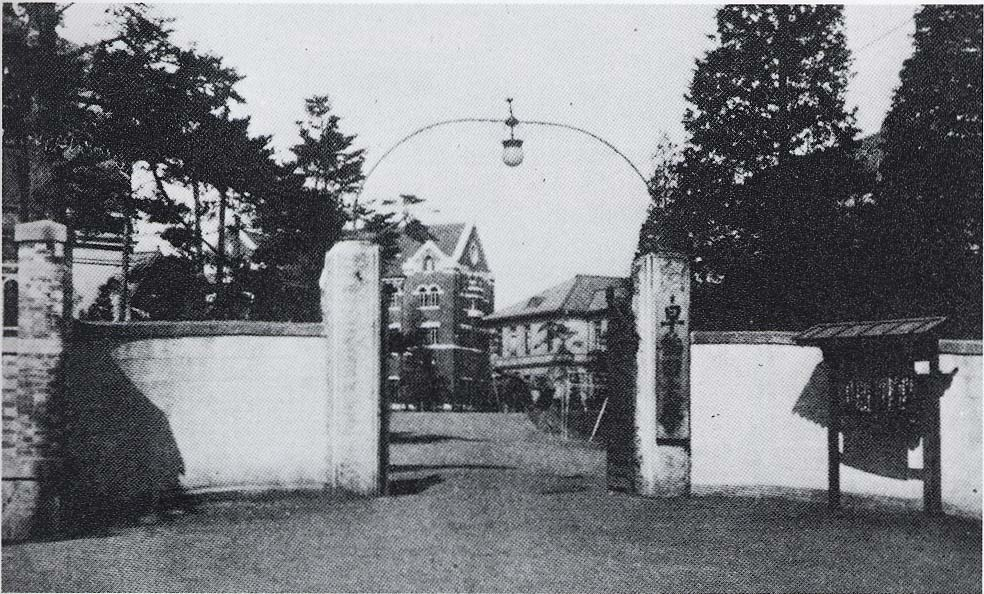
L'entrée de l'université pendant l'ère Taishō.

L'université diversifie ses formations en ouvrant de nouveaux départements à partir du début des années 1900. Un département de pédagogie est ouvert en 1903, suivit l'année suivante par un département de commerce, et en 1909 d'un département de sciences et d'ingénierie. Une ouverture à l'international s'amorce avec l'accueil d'étudiants venant de Chine dès 1899, et l’envoi d'enseignants en Allemagne en 1900 pour perfectionner leur formation. Un département consacré à l'accueil exclusif des étudiants chinois est aussi en fonction à l'université entre 1905 et 1910. Une loi impériale réformant les universités est promulguée en 1919, et Waseda doit revoir son organisation interne en application de celle-ci ; en 1920, les départements laissent place à des facultés, et l'université compte cinq facultés de sciences politiques, de droit, de littérature, de commerce et de science et ingénierie.
La mort d'Ōkuma en 1922 entraîne la construction de plusieurs bâtiments importants sur le campus pour lui rendre hommage, permis par l'aide financière de plusieurs anciens. Ces projets sont cependant ralentis pas le séisme de 1923 de Kantō, et la nouvelle bibliothèque ainsi que le bâtiment des étudiants n'ouvrent qu'en 1925 ; l'auditorium Ōkuma ouvre lui en 1927, le Tsubouchi Memorial Theatre Museum en 1928. Un groupe de bâtiment de moindre importance est inauguré en 1933.

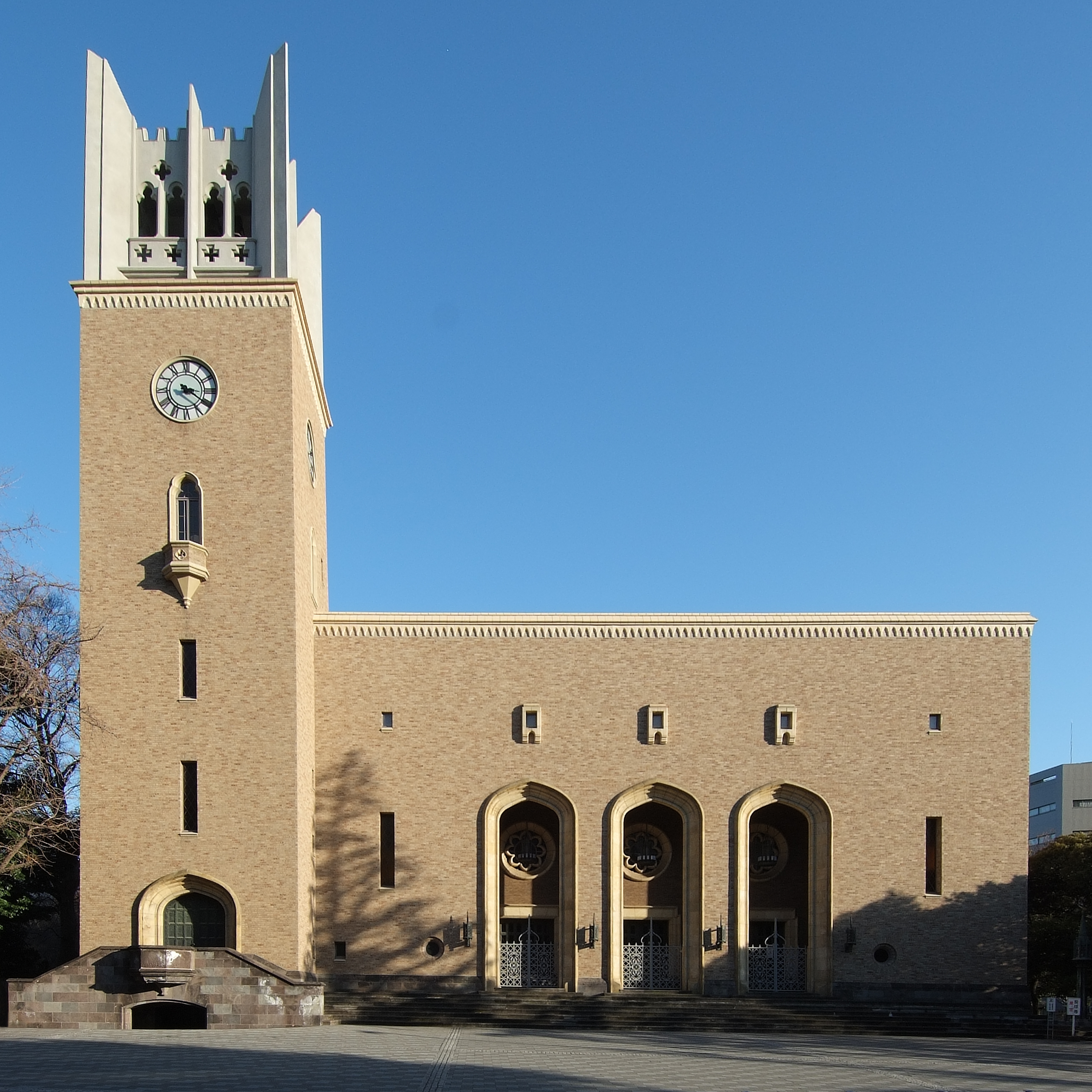
L'auditorium Ōkuma inauguré en 1927.

Les étudiants formés par l'université commencent à marquer la politique japonaise à cette époque. En 1901, quatre des six fondateurs du premier et éphémère Parti social-démocrate (Shakai minshuto) du Japon sont liés à Waseda. Leur influence s'accroit, et, en 1924, 53 anciens de l'université font partie des 464 députés de la chambre des représentants, principalement dans la partie libérale du Kenseikai, ce qui place alors l'établissement à la seconde place des universités derrière celle de Tokyo. Des anciens marquent aussi cette période dans le domaine de la littérature, mais aussi du journalisme où ils représentent des contingents assez importants dans certains grands journaux[Qui ?] .
La recherche se développe avec des structures spécialisées, avec la création d'un laboratoire de télévision en 1933, un laboratoire d'étude des matériaux en 1938, ainsi qu'un laboratoire de recherche en sciences et ingénierie et un institut des sciences sociales en 1940.
L'université connaît d'autres évolutions avant-guerre comme l'introduction de la mixité en 1939, avec les inscriptions de quatre étudiantes cette année-là. Une partie du campus est détruite en 1945 lors du bombardement de Tokyo, et les travaux de reconstruction ne commencent qu'après la reddition du pays.

### Après-guerre
À la suite de la défaite du Japon lors de la Seconde Guerre mondiale, le système universitaire japonais est restructuré par l’occupant américain. En 1947, une loi sur l’éducation réforme le système universitaire japonais. La durée du premier cycle universitaire passe ainsi de trois à quatre ans. L'université réforme donc son organisation, et en 1949 11 facultés sont créées sous cette forme. En 1951, c'est au tour du second cycle d'être restructuré, et six facultés de second cycle sont créées.
L'établissement commence à gagner en visibilité à l'international à partir des années 1950. En 1956, avec l'accession au pouvoir de Tanzan Ishibashi, un de ses anciens étudiants devient pour la première fois Premier ministre du Japon. C'est en compagnie de ce dernier que le Premier ministre indien Jawaharlal Nehru est fait docteur honoris causa de Waseda l'année suivante. En 1962, c'est le ministre de la Justice américain Robert Kennedy qui visite le campus, et en 1964 l'université accueille les épreuves d'escrime des Jeux olympiques de Tokyo.
Les années 1960 sont marquées par des mouvements étudiants. En 1966, l'université est bloquée pendant 155 jours par des opposants à la hausse des frais de scolarité, et devient l'un des berceaux des actions de la nouvelle gauche japonaise pour les années suivantes. Elle parvient cependant à tirer profit de ces mouvements, notamment en récupérant en 1969 une partie des meilleurs étudiants du pays lorsque l'université de Tokyo, bloquée à son tour, est contrainte d'annuler son concours d'entrée.

### Histoire récente

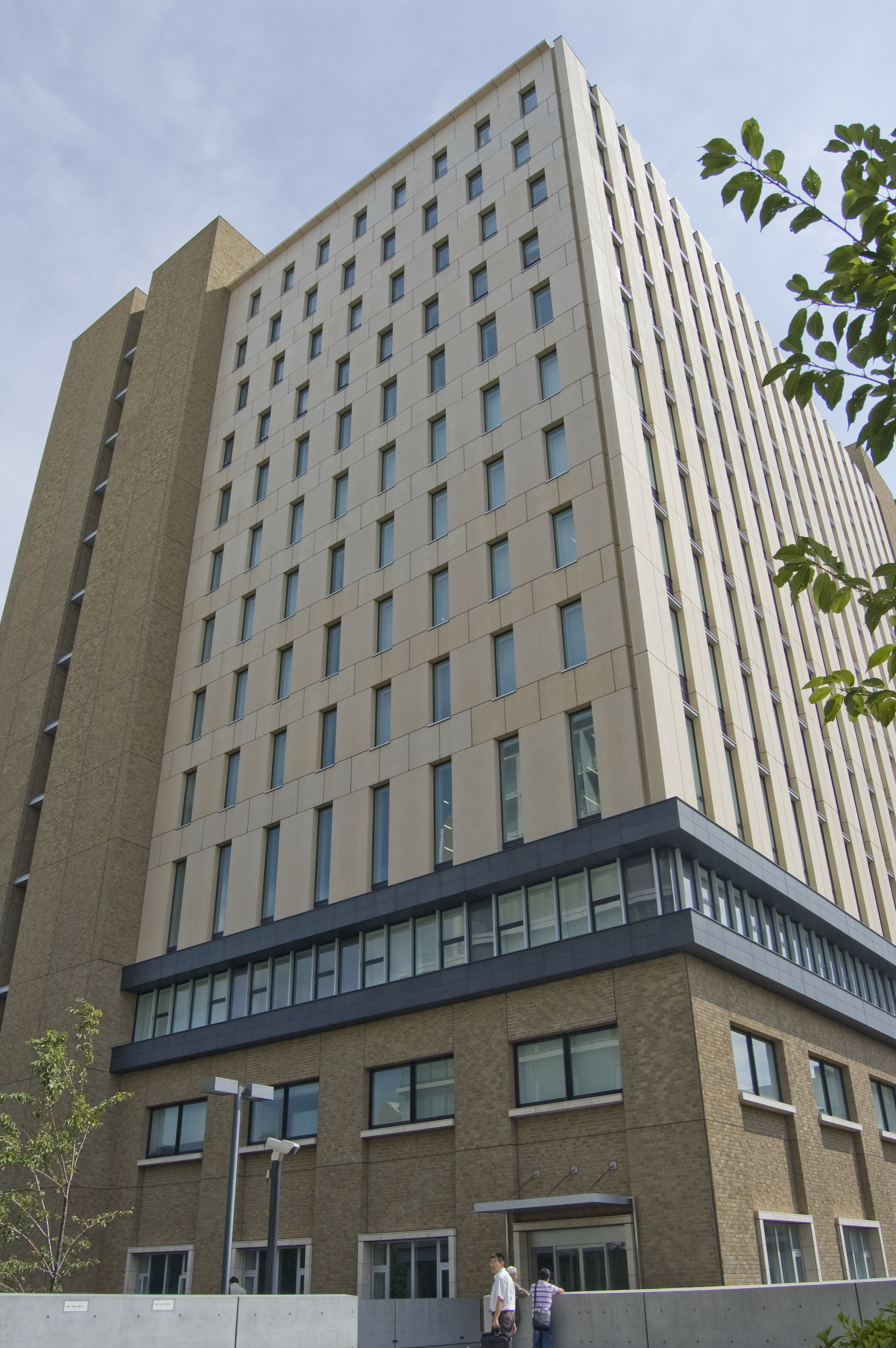
Le nouveau bâtiment de la faculté du commerce ouvert en 2008.

Au début des années 1990, le ministère de l'Éducation japonais commence à favoriser le développement des seconds et troisièmes cycles universitaires, ce qui induit un phénomène comparable dans plusieurs universités privées. Waseda ouvre alors six graduate schools entre 1990 et 2001. Lors de la décennie suivante, ce sont les écoles professionnelles qui sont développées par ce même ministère ; c'est dans ce cadre que l'université ouvre une école de droit en 2004, et que d'autres écoles du même type sont ouvertes les années suivantes.
L'établissement amplifie son internationalisation dans les années 2000. Une School of International Liberal Studies est ouverte en 2004, où les cours sont conduits en anglais, et où le tiers des étudiants sont étrangers. L'université est par ailleurs sélectionnée en 2010 par le ministère de l'Éducation comme l'une des composantes du programme Global 30 visant à augmenter le nombre d'étudiants étrangers au Japon.
Des travaux immobiliers sont lancés dans le cadre du 125e anniversaire de l'établissement en 2007. Le hall Ono, nommé en l'honneur d'Azusa Ono, est ouvert en 2004. La tour Ōkuma ouvre elle en 2006, suivie en 2008 par un nouveau bâtiment affecté aux facultés d'ingénierie et un autre affecté à la faculté de commerce ; d'autres constructions de moindre importance sont également construits à la même époque.

### Présidents
L'établissement est dirigé de sa fondation en 1882 à l'obtention de son statut d'université en 1902 par trois principaux. À partir de cette date, il est dirigé par des présidents ; le premier d'entre eux, Ōkuma, n'exerce pas dans les faits la fonction et quatre autres présidents exercent de facto celle-ci à sa place. L'actuel titulaire de la fonction est Kaoru Kamata et est le 14e à porter le titre de président de cette université.
| Hidemaro Ōkuma (大隈英麿)    | 1882-1886 | Masasada Shiozawa (塩澤昌貞)          | 1923      | Sukenaga Murai (村井資長)    | 1970-1978        |
| Hisoka Maejima (前島密)      | 1886-1890 | Sanae Takata (高田早苗)               | 1923-1931 | Tsukasa Shimizu (清水司)     | 1978-1982        |
| Kazuo Hatoyama (鳩山和夫)    | 1890-1907 | Hodumi Tanaka (田中穂積)              | 1931-1944 | Haruo Nishihara (西原春夫)   | 1982-1990        |
| Shigenobu Ōkuma (大隈重信)   | 1907-1922 | Tomio Nakano (中野登美雄)             | 1944-1946 | Chūmaru Koyama (小山宙丸)    | 1990-1994        |
| Sanae Takata (高田早苗)      | 1907-1915 | Koichi Shimada (島田孝一)             | 1946-1954 | Takayasu Okushima (奥島孝康) | 1994-2002        |
| Tameyuki Amano (天野為之)    | 1915-1917 | Nobumoto Ōhama (大濱信泉)             | 1954-1966 | Katsuhiko Shirai (白井克彦)  | 2002-2010        |
| Yoshiro Hiranuma (平沼淑郎)  | 1918-1921 | Kenichi Abe (阿部賢)                  | 1966-1968 | Kaoru Kamata (鎌田薫)        | 2010-2018        |
| Masasada Shiozawa (塩澤昌貞) | 1921-1923 | Tsunesaburo Tokikoyama (時子山常三郎) | 1968-1970 | Aiji Tanaka (田中愛治)       | À partir de 2018 |

## Composantes

### Composantes d'enseignement
L’université compte 13 facultés de premier cycle (学部, gakubu) qui scolarisent 44 893 étudiants en 2010. Elles ont été ouvertes pour les premières en 1920, et la durée de leurs enseignements qui était à l’origine de trois ans a été portée à quatre ans en 1949. Les champs de spécialité de chacune d’elles sont les suivants : sciences politiques et économie, droit, lettres arts et sciences, pédagogie, commerce, sciences et ingénierie, sciences sociales, sciences humaines, sciences du sport, études libérales internationales.
L’établissement compte par ailleurs en second cycle 13 facultés de cycles supérieurs (研究科, kenkyūka) et six écoles supérieures (専門職大学院, senmonshoku daigakuin) qui scolarisent 9 286 étudiants en 2010. Les facultés ont été ouvertes à partir de 1951, et la durée de leurs enseignements est de deux ans pour le deuxième cycle universitaire, et de trois ans pour le troisième cycle universitaire. Les champs de spécialité de chacune d’elles sont les sciences politiques, l'économie, le droit, les lettres arts et sciences, le commerce, les sciences et ingénierie, la pédagogie, les sciences humaines, les études Asie-Pacifique, les études sur l'information globale et les télécommunications, la linguistique japonaise appliquée, ainsi que l'information production et systèmes. Les écoles supérieures concernent elles l'architecture, l'administration commerciale, la gestion publique, le droit, l'administration financière, et la comptabilité.
Waseda gère aussi des établissements d'enseignement secondaire au Japon comme à l'étranger. Le plus ancien, un collège pour garçons, est ouvert à proximité de l'université depuis 1895. Un premier lycée est ouvert lui à Nerima en 1949, suivi d'un second dans la préfecture de Saitama en 1982. Les étudiants de ces établissements peuvent intégrer l'université sans devoir passer l'examen d'entrée. Un dernier lycée est ouvert à Singapour en 1991 et intégré à Waseda en 2002.

### Composantes de recherche
L’université compte 18 instituts de recherche (研究所, kenkyūsho) dont l’activité représente une partie de la recherche menée par l’établissement. Le premier a été créé en 1933, mais les ouvertures de la plupart d’entre eux remontent aux années 1960 et 70. Il s'agit du « centre de recherche en sciences politiques et en économie contemporaine », de l'« institut en droit comparé », du « centre d'enseignement et de recherche de droit professionnel », de l'« institut de recherche en arts, lettres, et sciences », du « centre de recherche avancée en pédagogie », de l'« institut de recherche de la faculté de commerce », du « centre de recherche en finances », de l'« institut de recherche en science et ingénierie », du « centre de recherche en sciences humaines », de l'« institut des sciences du sport », de la « Graduate School of Asia-Pacific Studies », de l'« institut de l'information et des télécommunications », le « centre de langue japonaise », le « centre de recherche des systèmes d'information et de production », l'« institut des sciences environnementales », le « centre de recherches interdisciplinaires », le « centre des réseaux de média », ainsi qu'un incubateur de recherche.

### Équipements

#### Bibliothèques

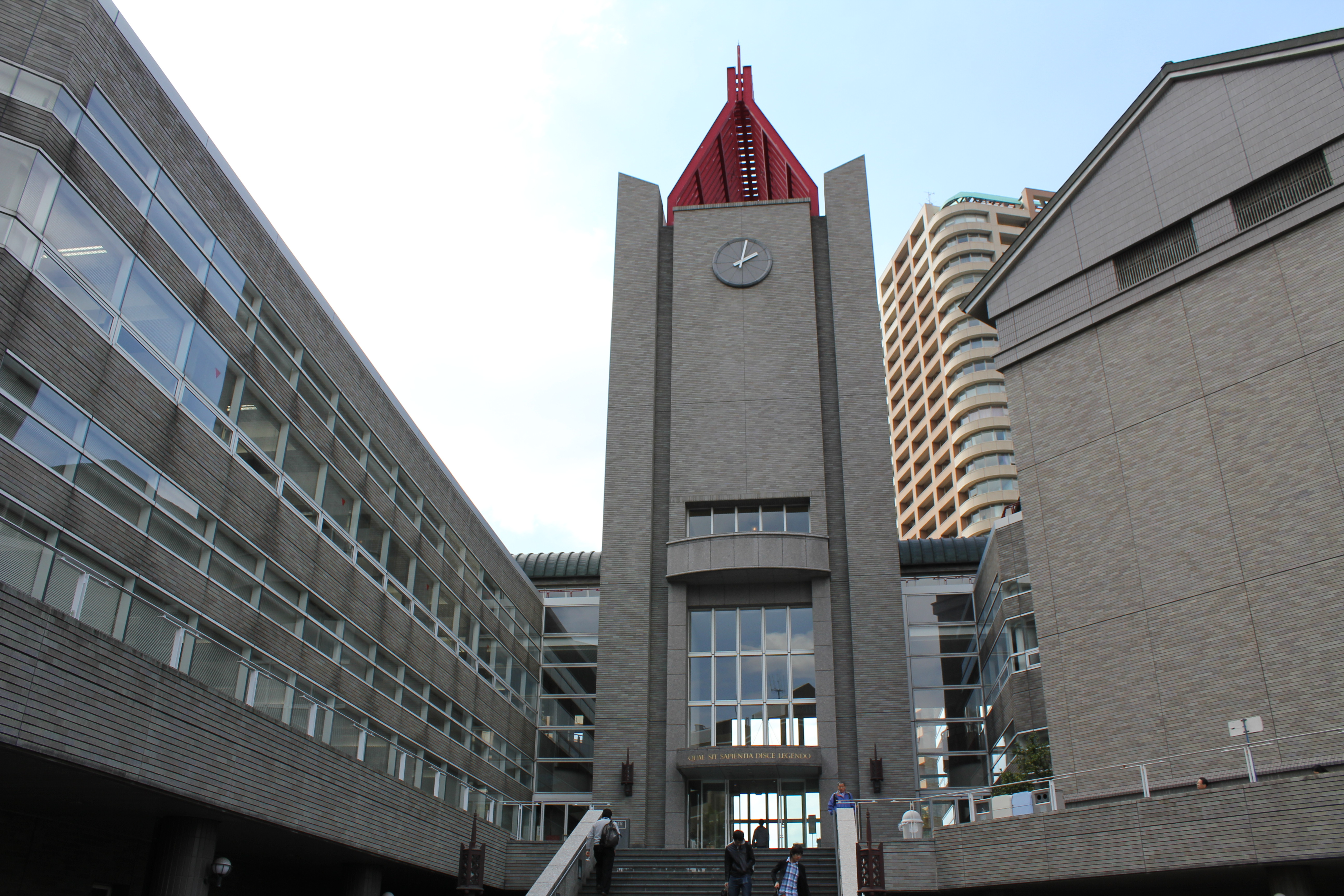
La bibliothèque centrale.

Les fonds de l'université sont gérés par un système commun et structurés autour d'une bibliothèque centrale, à laquelle s'ajoutent 28 bibliothèques rattachées à des campus, à des départements, ou à des instituts de recherche. Ses fonds comptent un peu plus de cinq millions d'ouvrages, dont un peu moins de deux millions rédigés dans une langue autre que le japonais, et sont administrés par un service informatique commun, WINE.
La première bibliothèque est ouverte en 1902, mais est remplacée en 1925 dans un bâtiment plus grand. Elle occupe celui-ci jusqu'à ce qu'elle soit déménagée dans son bâtiment actuel en 1998, l'ancien bâtiment étant laissé au musée Aizu. Elle est située au nord du campus principal. Elle compte environ 2,4 millions de documents, et dispose d'un espace de travail de 1 800 carrels, et de 33 cabines de visionnage pour des documents audio ou vidéo, ainsi qu'un centre de conférence et plusieurs espaces de recherche, et compte annuellement 1,1 million de visites.
Les autres bibliothèques importantes comptent des fonds de plusieurs centaines de milliers de livres, comme celle du mémorial Takata qui compte 479 196 livres pour 56 000 visites annuelles, celle du campus de Toyama qui compte 367 119 livres pour 395000 visites annuelles, celle de sciences et d'ingénierie qui compte 432 228 livres, ou celle du campus de Tokorozawa qui compte 181 609 livres pour 120 000 visites annuelles.

#### Musée du théâtre Tsubouchi

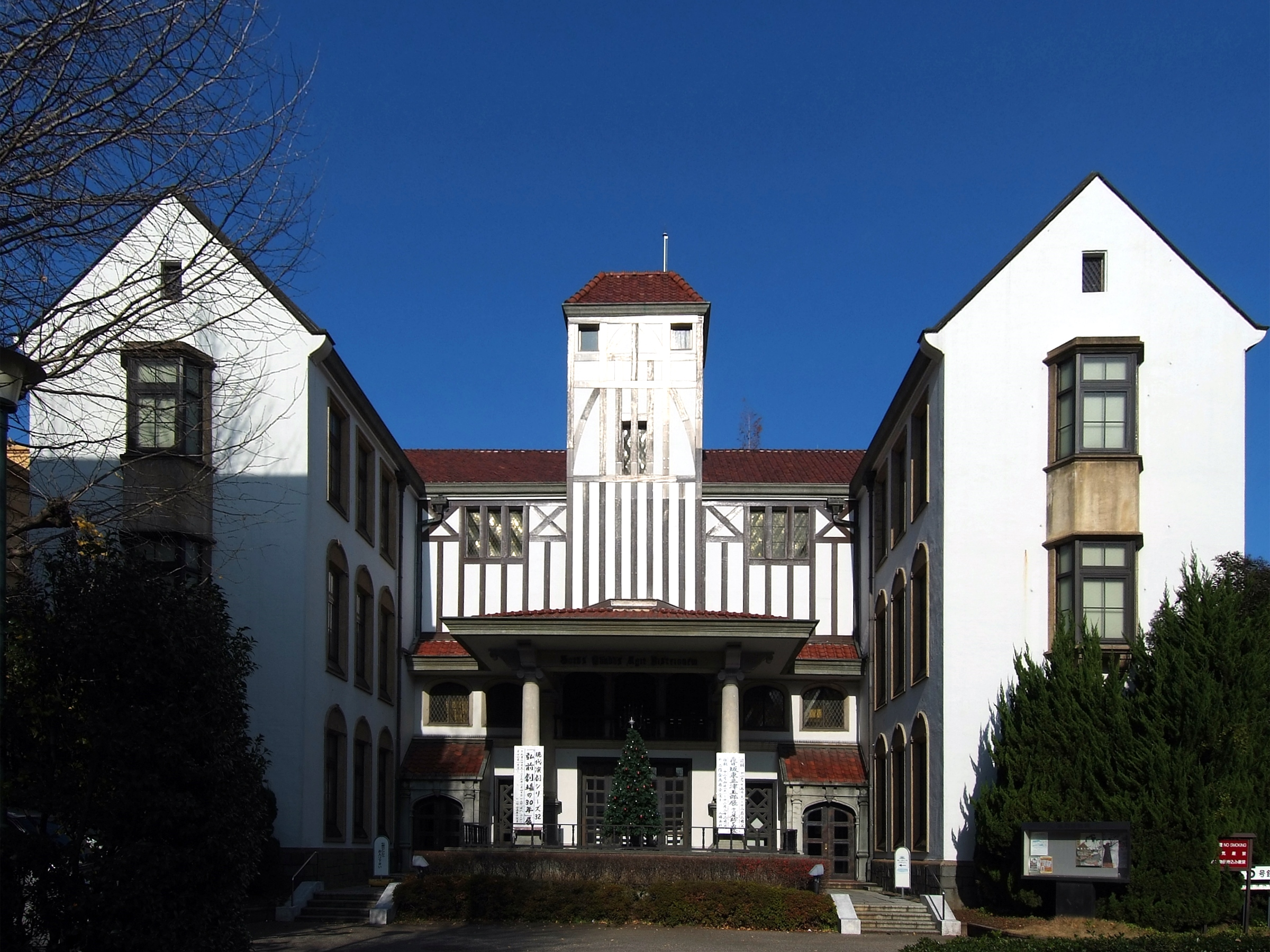
Musée du théâtre Tsubouchi.

Le musée du théâtre Tsubouchi est un musée consacré aux différentes formes théâtrales, et est situé sur le campus principal. Il est créé en 1928 par le professeur Tsubouchi Shōyō, spécialiste du théâtre shakespearien, et est construit en reprenant des éléments architecturaux du Fortune Playhouse. Ses premiers fonds sont constitués en 1935 par une donation de Tsubouchi qui lègue à sa mort en 1935 ses collections personnelles.
Les collections sont présentées sur 1 500 m2 et sur trois étages.
Elles sont composées de plusieurs centaines de milliers d'éléments depuis des affiches des films de Godzilla jusqu'aux scripts de séries japonaises comme Ultraman, et comportent 46 nishiki-e, quelque 200 000 illustrations de représentations théâtrales, et quelque 150 000 livres. Plusieurs expositions permanentes traitent des différentes formes théâtrales japonaises, ainsi que des personnalités du théâtre comme Shakespeare et Nakamura Utaemon VI.
Le musée utilise aussi ses collections dans un but de recherche et de formation. Il accueille annuellement une trentaine de chercheurs ainsi qu'une soixantaine d'étudiants permanents, et organise des cours pour différents publics.

#### Musée Aizu
Le musée Aizu est un musée consacré aux arts orientaux. Il est ouvert en 1998 dans les locaux dans l'ancienne bibliothèque centrale, et conserve des fonds collectés par le professeur Aizu Yaichi, orientaliste et poète qui enseignait à l'université au début du XXe siècle.
Les collections comprennent des pièces chinoises comme 395 pièces d'art funéraire chinois, 208 miroirs datant pour la plupart de la période des Royaumes combattants, 54 tuiles datant des périodes Qin et Han. Les collections d'art japonais comprennent des calligraphies, des pièces d'art moderne, ainsi que des pièces archéologiques datant pour certaines des époques Jōmon et Yayoi, ainsi que des artefacts aïnous. Le musée émet aussi des publications concernant ses activités.

## Enseignement et recherche

### Scolarité
Les personnes voulant intégrer l’université Waseda en tant qu’étudiants doivent préalablement postuler avant de passer plusieurs examens. En 2011, quelque 113 653 personnes ont postulé pour un total de 5630 places attribuées.
Les coûts de la scolarité varient de 750 000 à 1 million de yens par an en fonction de la faculté dans laquelle est inscrit l'étudiant. L'université redistribue une partie des sommes perçues sous forme de bourses, et en 2010 celle-ci a ainsi reversé quelque 16,5 milliards de yens d'aides à 24 917 étudiants, dont 75 % à des étudiants en premier cycle.
Le nombre de diplômés s’établit pour l'année 2004 à 11 760. Une association réunit les diplômés de l'université depuis 1885 et compte en 2010 quelque 560 000 membres de droit. Elle est présente dans 48 lieux au Japon, et dispose de 48 autres bureaux à l'étranger. L'établissement place, selon une enquête du Weekly Economist de 2011, environ 30 % de ses diplômés dans l'une des 400 principales entreprises de l'archipel.

### Relations internationales
L'établissement dispose de programmes d'échange d'étudiants conclus au niveau de l'établissement ou au niveau des facultés. L'université dispose ainsi de programmes avec 382 établissements de 74 pays, et les facultés de programmes avec 163 établissements de 26 pays. Elle est membre depuis 2010 des treize premières universités sélectionnées par le programme « Global 30 » du ministère de l'Éducation japonais qui vise à augmenter le nombre d’étudiants étrangers au Japon. Elle dispose par ailleurs de dix bureaux à l'étranger, le premier ouvert en 1991 à Bonn.
Les étudiants étrangers étudiants à l'université représentent en 2010 une population de 2 435 personnes, ce qui représente le plus grand nombre d'étudiants étrangers dans une université japonaise. L'université envoie par ailleurs des étudiants à l'étranger via des accords académiques, et a développé ces envois, passant de 506 étudiants en 2004 à 917 étudiants en 2009 dans 38 pays cette année-là. 572 étudiants ont par ailleurs été concernés cette même année par des séjours courts d'études à l'étranger.
Les chercheurs sont aussi concernés par cette mobilité. En 2010, 3 286 visites de chercheurs de l’université allant à l’étranger ont été enregistrées, pour 52 % en Asie, 23 % en Europe, et 18 % en Amérique du Nord. La même année, l’université a enregistré 239 visites de chercheurs venant de l’étranger, dont 54 % venant d'Asie, 21 % venant d'Europe et 20 % d'Amérique du Nord.

### Scientométrie
L’université figure dans plusieurs palmarès universitaires. En 2012, le classement de l'université Jiao-tong de Shanghai classait l’université Waseda entre la 300e et la 400e place mondiale. Le classement QS World University Rankings place en 2012 l’université à la 198e place mondiale et plus particulièrement à la 68e place pour les sciences sociales et le management, à la 116e place pour l’ingénierie, et à la 72e place pour les arts et les sciences humaines. Le classement de l'école des mines de Paris place l’université en 2010 à la 8e place mondiale et le Global University Ranking à la 185e place mondiale la même année.

### Recherche
Les recherches menées à l’université sont financées par des acteurs publics comme privés, et l’établissement intervient aussi dans des activités menées en dehors de ses murs. En 2009, 700 programmes de recherches ont été effectués par l’université avec la collaboration d’institutions extérieures, lui rapportant ainsi 4,4 milliards de yens. La même année, le ministère de l'Éducation a financé huit programmes de recherche dans le cadre du Global Center of Excellence Programs pour 1,4 milliard de yens, et 756 autres programmes ont été financés par le ministère de l'Éducation et le JSPS pour 2,1 milliards de yens.
L’université est aussi propriétaire de brevets déposés par ses équipes de recherches. En 2009, elle dispose ainsi d'un total de 143 brevets déposés au Japon, et de 55 brevets déposés à l'international. Les revenus de ces brevets, de copyright, et l’exploitation de matériaux de recherche détenus par l'université ont fourni 163 millions de yens à l’établissement cette année-là. Elle arrive pour l'année 2009 à la quinzième place des universités japonaise par son nombre de brevets déposés avec 88 dépôts enregistrés par le bureau japonais des brevets.

## Implantations
| Nishi-Waseda Toyama Waseda Takadanobaba Nishi-Waseda Waseda |

L'université possède un total de quelque 2 121 438 m2 de terrains au Japon. À Tokyo, elle dispose plus particulièrement de 125 725 m2 pour le campus de Waseda, 33 030 m2 pour le campus de Toyama, et 44 894 m2 pour le campus de Nishi-Waseda. La gare de Takadanobaba ouverte en 1910 est la première à relier l'université au reste de la ville. Entre cette gare et le campus se développe un quartier étudiant le long de l'avenue Waseda, comprenant librairies, cinémas, et débits de boissons. En 1964 ouvre la première station de métro à proximité du campus, la station de Waseda, suivie en 2008 de la station de Nishi-Waseda.
Dans la région de Tokyo, elle dispose dans la préfecture de Saitama d'un campus à Honjo de 873 046 m2 et d'un campus à Tokorozawa de 365 668 m2.

### Campus de Nishi-Waseda
Le campus de Nishi-Waseda (西早稲田キャンパス) est situé dans le quartier d'Ōkubo dans l'arrondissement de Shinjuku, et est bordé à l'est par l'avenue Meiji. Ses installations sont disposées sur 44 894 m2. Il accueille les installations des facultés de sciences et d'ingénierie.

### Campus de Toyama
Le campus de Toyama (戸山キャンパス) est situé dans le quartier du même nom dans l'arrondissement de Shinjuku, et est bordé au nord par l'avenue Suwa. Il accueille les facultés de sciences humaines et sociales ainsi qu'une maison des étudiants et un centre d'athlétisme.
Ses installations sont disposées sur 33 030 m2, et comptent le Hall Waseda, la piscine Takaishi qui est un bassin de 25 m, le bâtiment des étudiants, un gymnase, une cafétéria, ainsi qu'une bibliothèque universitaire de 367 119 livres.
Le Hall Waseda est construit en 1957 pour célébrer les 75 ans de l'université. Il est utilisé lors des Jeux asiatiques de 1958 pour les épreuves de tennis de table, puis par les Jeux olympiques d'été de 1964 pour les épreuves d'escrime. Il dispose d'une surface de plus de 4 000 m2.

### Campus de Waseda

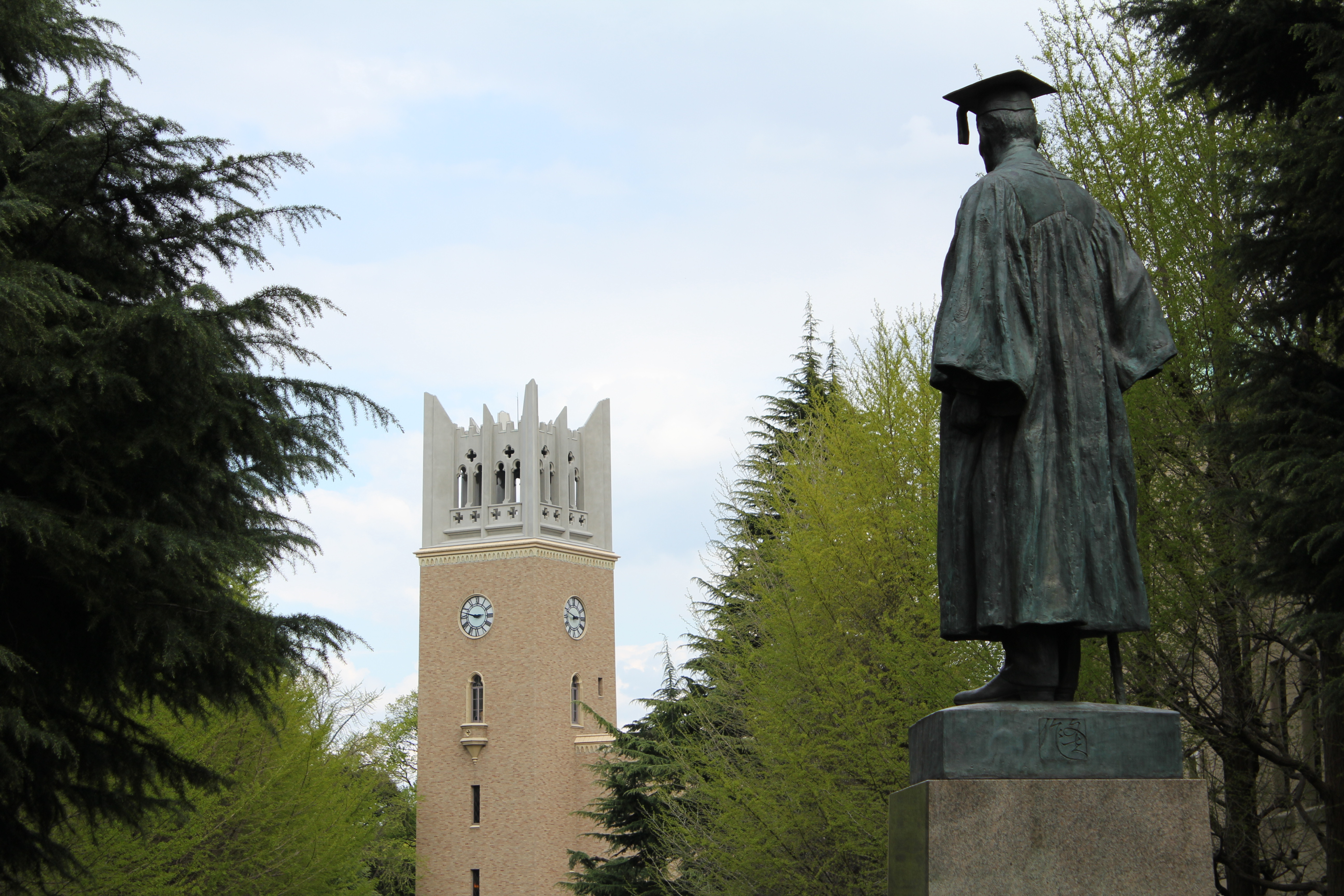
Statue d'Ōkuma et l'auditorium du même nom.

Le campus de Waseda (早稲田キャンパス) est situé dans le quartier de Totsuka-machi dans l'arrondissement de Shinjuku, et est bordé à l'ouest par l'avenue Waseda, et au sud par l'avenue Sōdai. Il dispose de 125 725 m2 et accueille la plupart des facultés de l'établissement.
L'auditorium Ōkuma est situé sur ce campus, et le début de sa construction fait suite à la mort du fondateur de l'université en 1922. L'inauguration a lieu en 1927, la construction étant retardée par le séisme de 1923 de Kantō, et il bénéficie d'une restauration complète pour les 125 ans de l'université en 2007. Sa tour fait une hauteur de 125 shaku et est équipée de quatre cloches, et il dispose d'une capacité de 1 435 places. Il est classé par la mairie de Tokyo en 1999 comme monument historique en même temps que l'ancienne bibliothèque du campus, et comme bien culturel national en 2007. Face de sa façade nord, et au milieu du campus, est disposée une statue de Shigenobu Ōkuma offerte à l'université en 1932 pour les 50 ans de l'établissement.

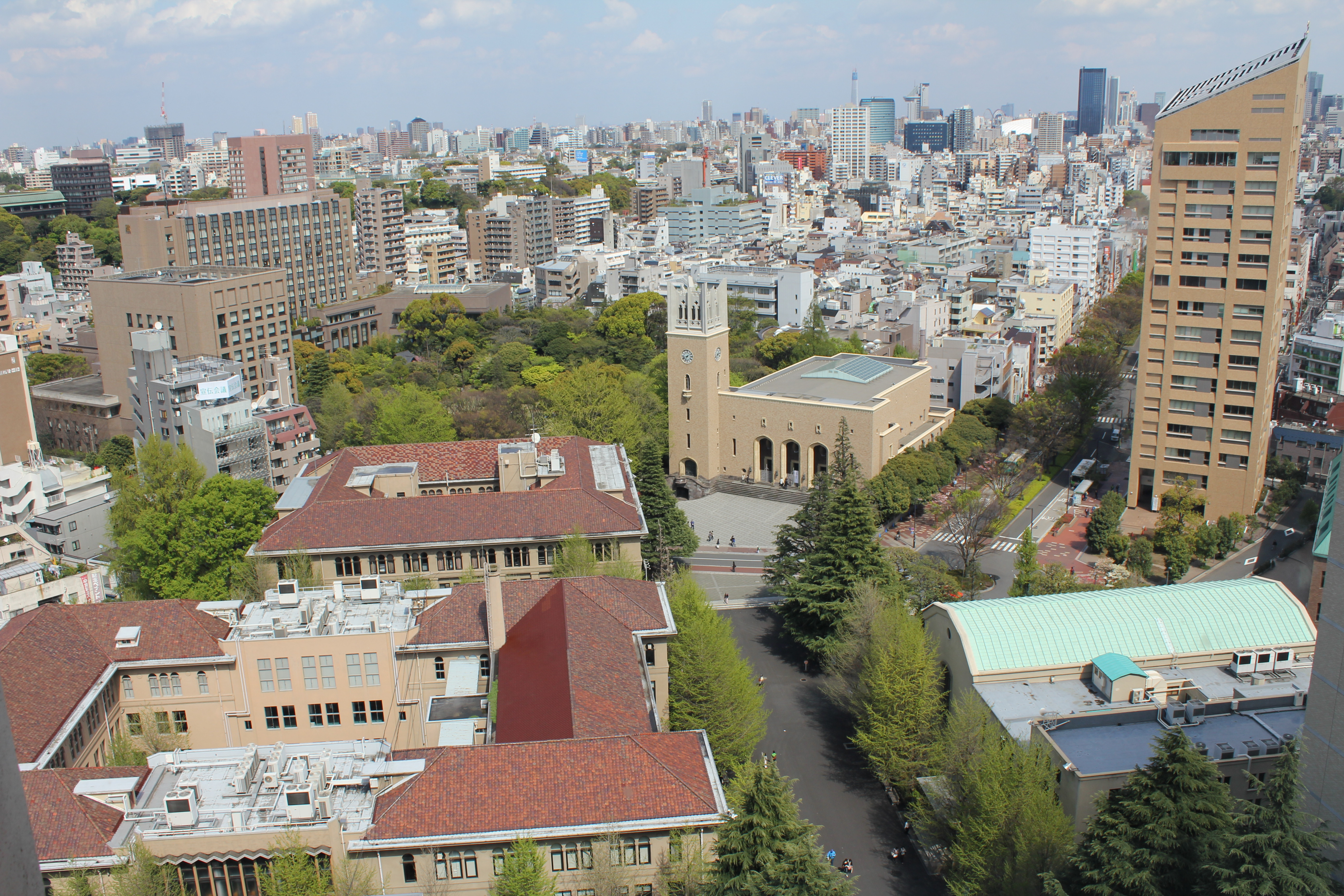
De gauche à droite, le jardin Ōkuma, l'auditorium, la tour, et le musée Aizu.

L'ancienne bibliothèque est aussi située sur ce campus. Elle est construite en 1925 et dispose de 3 944 m2 sur cinq étages, avant d'être agrandie en 1934 et en 1955 pour permettre aux administrations et aux activités de la bibliothèque de se développer. Elle cède sa fonction à un nouveau bâtiment construit en 1990, et accueille le musée Aizu à partir de 1998. L'année suivante, elle est reconnue bâtiment historique par la municipalité.
Le jardin Ōkuma est situé sur le côté de l'auditorium du même nom et occupe 33 062 m2. Il est racheté et remodelé sous sa forme actuelle par Shigenobu Ōkuma en même temps que le domaine de l'université, et est à l'origine une résidence des clans Ii et Matsudaira. Il subit des dégâts à la suite du bombardement de Tokyo et est restauré après la guerre. Une réplique taille réduite d'une cloche du temple Bulguksa est offerte par d'anciens étudiants coréens de l'université en 1982.

## Vie étudiante

### Associations étudiantes
L'université recense un peu plus de 700 associations étudiantes reconnues par l'établissement, et actives dans cinq domaines identifiés par l'établissement. 43 associations sportives représentent l'université dans les compétitions, auxquelles s'ajoutent 159 associations d'étudiants généralistes, 347 associations de loisirs, 22 associations regroupant les étudiants d'une même région, ainsi qu'un peu plus de 100 associations reconnues par les facultés. À celles-ci s'ajoutent d'autres groupes plus informels qui portent le nombre d'associations à environ 2000 selon l'université.

### Traditions et festival
L'université organise annuellement au mois de novembre le festival de l'établissement. Le festival de Waseda (早稲田祭, Wasedasai) se tient sur deux jours sur les campus de l'université, et regroupe plus de 400 associations et groupes étudiants, et attire environ 160 000 visiteurs.
Les compétitions sportives donnent lieu à des traditions, comme les défilés des étudiants dans le voisinage de l'université en cas de victoire de l'équipe de baseball lors d'un Sōkeisen. L'auditorium Ōkuma sert lui de lieu de réunion pour des débuts de soirées arrosées étudiantes, connues sous le nom de Kuma Nomi (隈飲み).

### Compétitions de sports

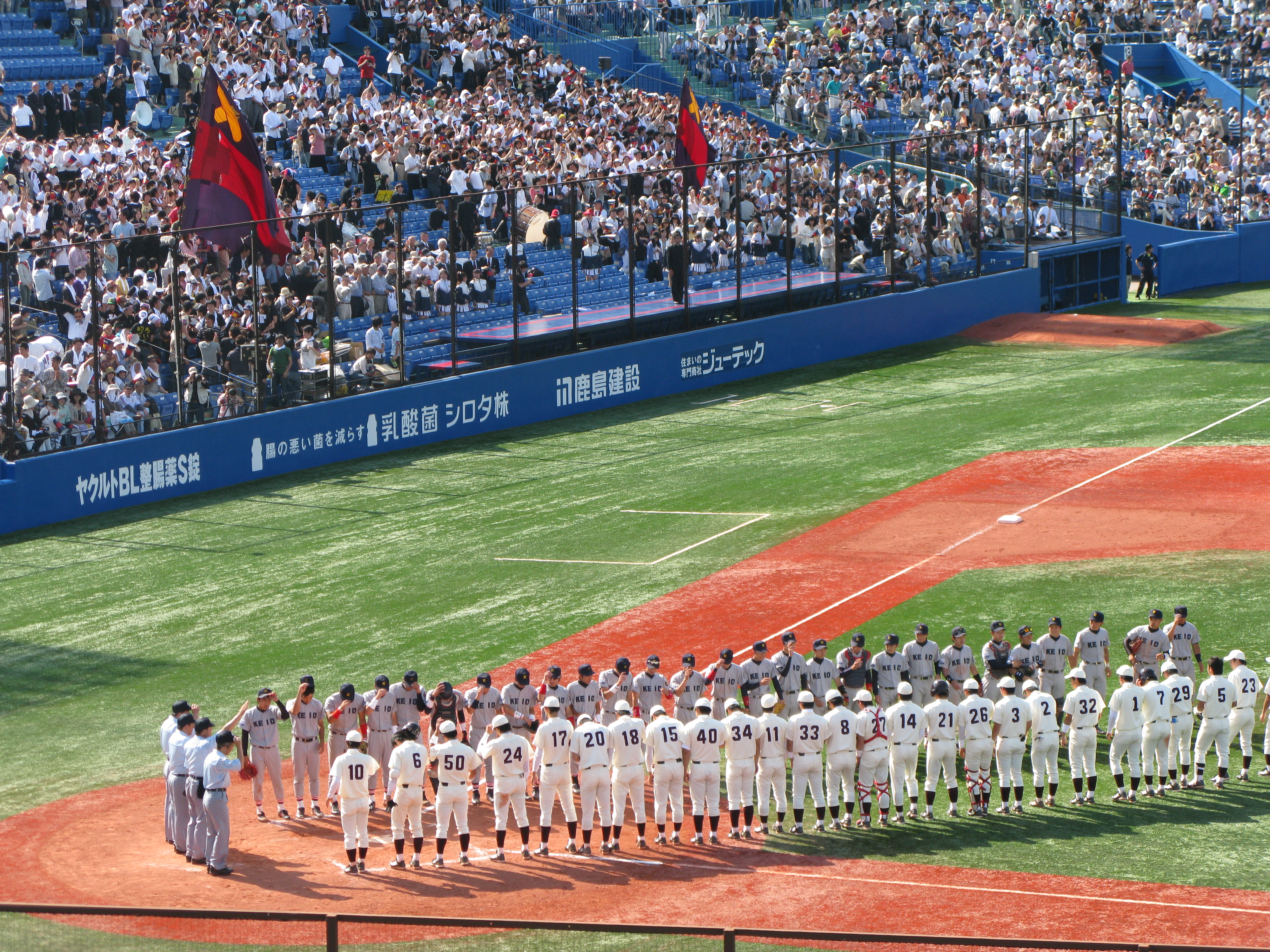
Équipes de baseball de Waseda et de Keio lors d'un Sōkeisen.

L'université entretient des rivalités particulières avec d'autres institutions de la région.
La série de matchs de baseball qui se tient deux fois par an, au printemps et à l'automne, entre l'université Waseda et celle de Keiō, appelé Sōkeisen (早慶戦), est la manifestation la plus visible de la rivalité entre ces deux universités, dont il est le point d'orgue. Il prend pour cadre le Tokyo Big 6, tournois regroupant six grandes universités de Tokyo. Il se déroule toujours au Meiji Jingu Stadium habituellement utilisé par l'équipe professionnelle des Tokyo Yakult Swallows. Le tournoi est considéré comme la plus importante compétition par les deux corps estudiantins ; jusqu'à 50 000 étudiants s'y rendent pour y soutenir leurs joueurs. Waseda et Keiō organisent par ailleurs une fois par an une régate sur la rivière Sumida à l'est de Tokyo
Dans le domaine du rugby, le match Waseda-Keiō de 1922 est alors le premier match de rugby inter-institutions scolaires, mais c'est avec l'université Meiji que Waseda entretient sa principale rivalité. Ce match, le Sōmeisen (早明戦), a lieu début décembre.

## Image et communication
Une enquête du Nikkei Business Publications (en) sur l'« image de marque » des établissements de la région de Tokyo place l'université de Waseda au premier rang.

### Symboles de l'université

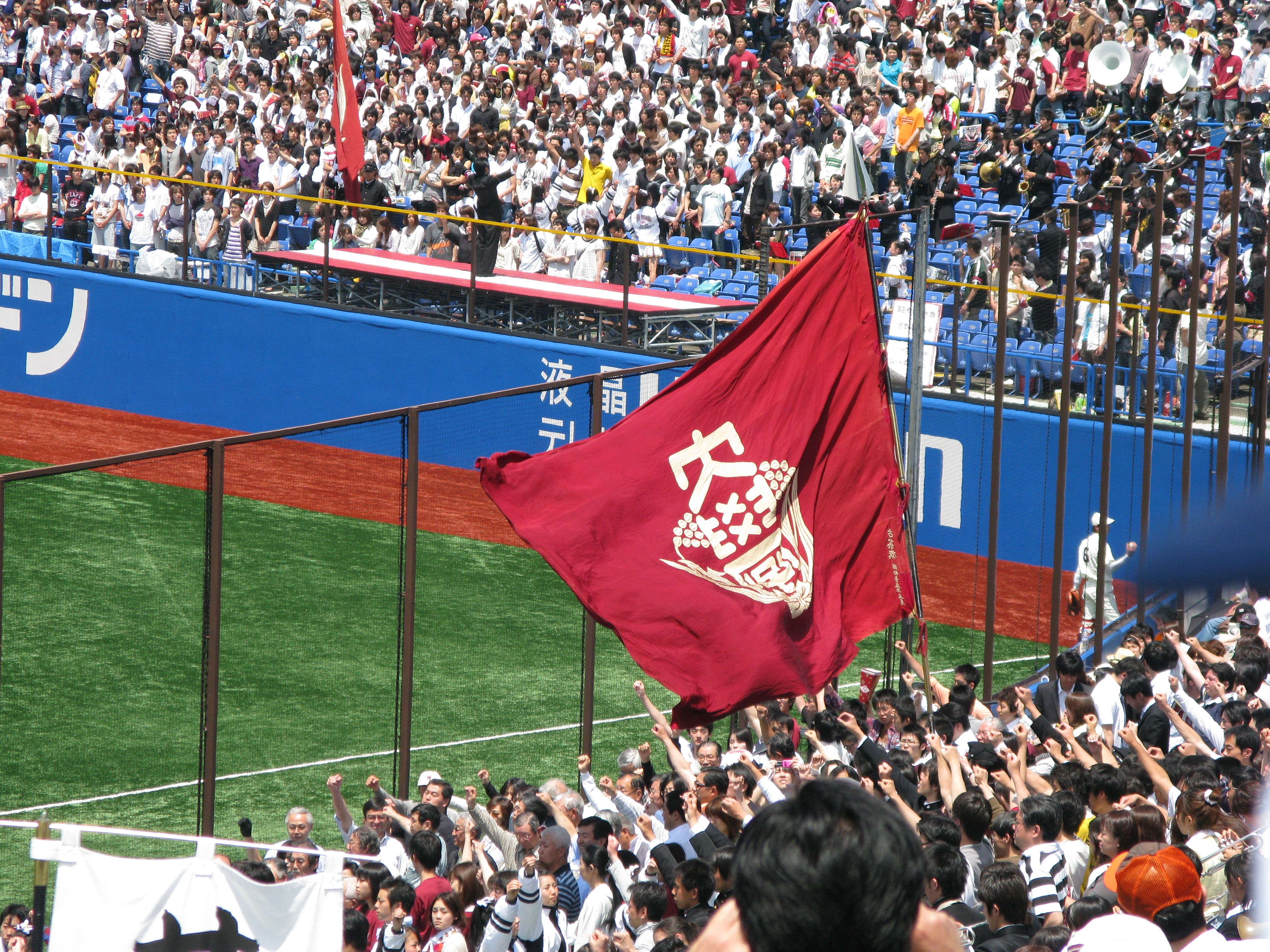
Drapeau de l'université déployé lors d'un Sōkeisen.

Plusieurs chants sont régulièrement utilisés par l'université ou ses étudiants. Miyako no Seihoku est l'un des hymnes de l'établissement, composé en 1907 à l'occasion du 25e anniversaire de l'université. Un second hymne est aussi utilisé, Kompeki no sora, composé à la fin des années 1920 par Yūji Koseki.
L'établissement se dote de deux nouveaux symboles à l'occasion de son 30e anniversaire en 1913. Un drapeau est dessiné par Seiji Tachibana, le secrétaire du président, et une coiffe étudiante de forme carrée est adoptée. En 2000 est par ailleurs adoptée une mascotte en forme d'ours pour représenter l'université,.
Le chiffre 125 est utilisé par l'université en liaison avec une théorie d'Ōkuma. Selon celle-ci, les êtres vivants ont la capacité de vivre cinq fois la durée de leur croissance, soit 125 ans pour un humain à la croissance de 25 ans. Le chiffre est ainsi la taille en shaku de la tour de l'auditorium, et la tour du mémorial qui jouxte celui-ci fait deux fois cette taille de manière à symboliser le début de la « deuxième vie » de l'établissement. L'établissement a par ailleurs célébré ses 125 ans en novembre 2007.

### Publications
Plusieurs publications sont éditées par l'université. Le Waseda Weekly est un hebdomadaire à l'intention des étudiants, et une version anglaise est publiée depuis 2006 à partir de traductions de la version japonaise. Campus Now est lui un trimestriel de langue anglaise édité par l'établissement depuis 2008 afin de présenter ses activités de recherche. Un journal en ligne, le Waseda On-Line ou WOL est par ailleurs édité en partenariat avec le Yomiuri Shimbun.

### Représentation dans les œuvres de fiction
L'université et ce qui l'entoure sont utilisés dans plusieurs productions culturelles. Des personnages fictifs sont ainsi issus de cette université, comme dans Great Teacher Onizuka où l'enseignante Fuyutsuki, collègue d'Onizuka, est diplômée de l'établissement en littérature. Dans Kimagure Orange Road, Ayukawa Madoka et Kasuga Kyosuke y sont étudiants. Waseda est aussi utilisé comme toile de fond de certaines fictions. Dans La Ballade de l'impossible d'Haruki Murakami, l'auteur revient, sans la nommer, sur ses années d'étudiants à Waseda. Dans Saigo no Sōkeisen, le dernier match de baseball entre Waseda et Keiō avant la conscription de leurs étudiants pendant la Seconde Guerre mondiale est portée à l'écran.
Les campus de l'université ont aussi été utilisés pour des tournages de film comme Hanamizuki ou l'adaptation de La Ballade de l'impossible.

## Personnalités liées à l'université

### Enseignants
L’université compte parmi ses anciens enseignants des personnalités politiques comme le fondateur du parti social-démocrate Abe Isoo, le patriarche de la famille Hatoyama et 4e président de la Chambre des représentants du Japon Kazuo Hatoyama, ou encore Hisashi Owada, juge de la Cour internationale de justice.
Dans le domaine artistique, Waseda a compté dans son corps professoral des auteurs comme le japoniste Lafcadio Hearn ou encore Toshiyuki Horie, auteur récipiendaire du prix Akutagawa et du prix Tanizaki.

### Étudiants

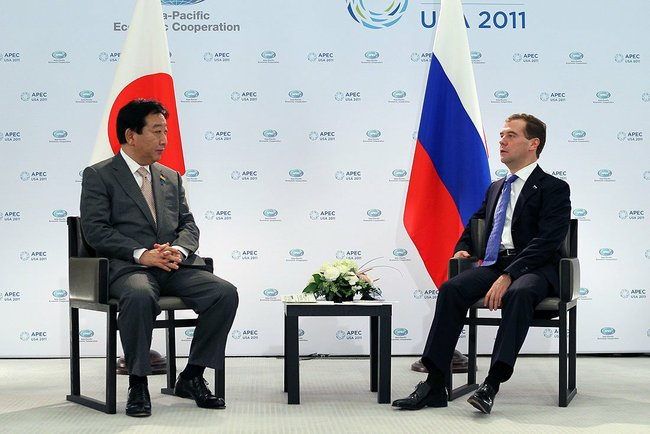
Yoshihiko Noda, en compagnie de Dmitri Medvedev, en 2011.

Sept anciens étudiants de l'université ont exercé comme Premier ministre du Japon, Tanzan Ishibashi de 1956 à 1957, Noboru Takeshita de 1987 à 1989, Toshiki Kaifu de 1989 à 1991, Keizō Obuchi de 1998 à 2000, Yoshirō Mori de 2000 à 2001, Yasuo Fukuda de 2007 à 2008, Yoshihiko Noda de 2011 à 2012 et Fumio Kishida depuis 2021. L'établissement a aussi compté dans ses rangs plusieurs futurs ministres japonais, ainsi que Li Dazhao, fondateur du Parti communiste chinois. En 2011, 90 des 722 parlementaires japonais sont issus de l'université.
Dans le domaine des arts, Shohei Imamura, Palme d'or à Cannes en 1983 et 1997, Hirokazu Kore-eda, Palme d'or à Cannes en 2018, et Masaki Kobayashi, prix spécial du Jury dans ce même festival en 1963, ont étudié dans cette université. Plusieurs récipiendaires de prix littéraires japonais sont aussi passés par Waseda. Le prix Akutagawa a ainsi été obtenu par Tatsuzō Ishikawa en 1935, par Risa Wataya en 2003, ou par Takami Itō en 2006. Le prix Noma a été obtenu en 1946 par Mimei Ogawa ou en 1966 par Masuji Ibuse, et le prix Yomiuri a été obtenu en 1995 par Haruki Murakami.

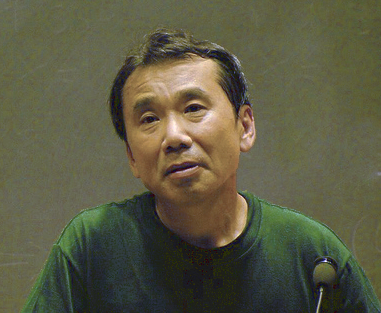
Haruki Murakami en 2005.

Des capitaines d'industrie ont aussi fréquenté l'université, comme le fondateur du groupe Lotte Shin Kyuk-ho, le fondateur du groupe Samsung Lee Byungchul, le fondateur de POSCO Park Tae-joon, le créateur du groupe Seibu Yasujirō Tsutsumi, ou encore le fondateur de Sony Masaru Ibuka. Plusieurs dirigeants de grandes entreprises japonaises étaient en 2011 des anciens de l'université, comme Norio Sasaki de Toshiba, Motoya Okada de AEON, ou Yaichi Kimura de Cosmo Oil.
Dans le domaine sportif, les étudiants et anciens de l'université ont remporté jusqu'en 2011 un total de huit titres olympiques aux Jeux olympiques d'été et de cinq titres aux Jeux olympiques d'hiver. Parmi eux figurent Mikio Oda champion olympique du triple saut en 1928 et premier champion olympique asiatique, Takanori Kōno et Kenji Ogiwara, tous deux anciens et membre de l'équipe championne de combiné nordique par équipe aux Jeux olympiques de 1992 et 1994, Shizuka Arakawa en patinage artistique, médaillée d'or aux Jeux olympiques de 2006, ou encore Yuzuru Hanyu (actuellement étudiant), double champion olympique de patinage artistique en 2014 et 2018.

### Docteurshonoris causa
Waseda confère des titres de docteur honoris causa à des personnalités extérieures à l'université, ayant selon elle marquées les champs culturels, économiques, académique ou politique. Les deux premiers d'entre eux ont été remis en 1957 à Tanzan Ishibashi et à Jawaharlal Nehru, et en 2008, cette distinction a été remise un total de 111 fois.
Parmi les lauréats comptent plusieurs chefs d’État comme François Mitterrand, Nelson Mandela ou Konrad Adenauer, des prix Nobel comme Henry Kissinger, Wangari Muta Maathai ou Yuan Tseh Lee, ou encore des chefs d'entreprise comme Bill Gates ou Carlos Ghosn.